# Тефифон

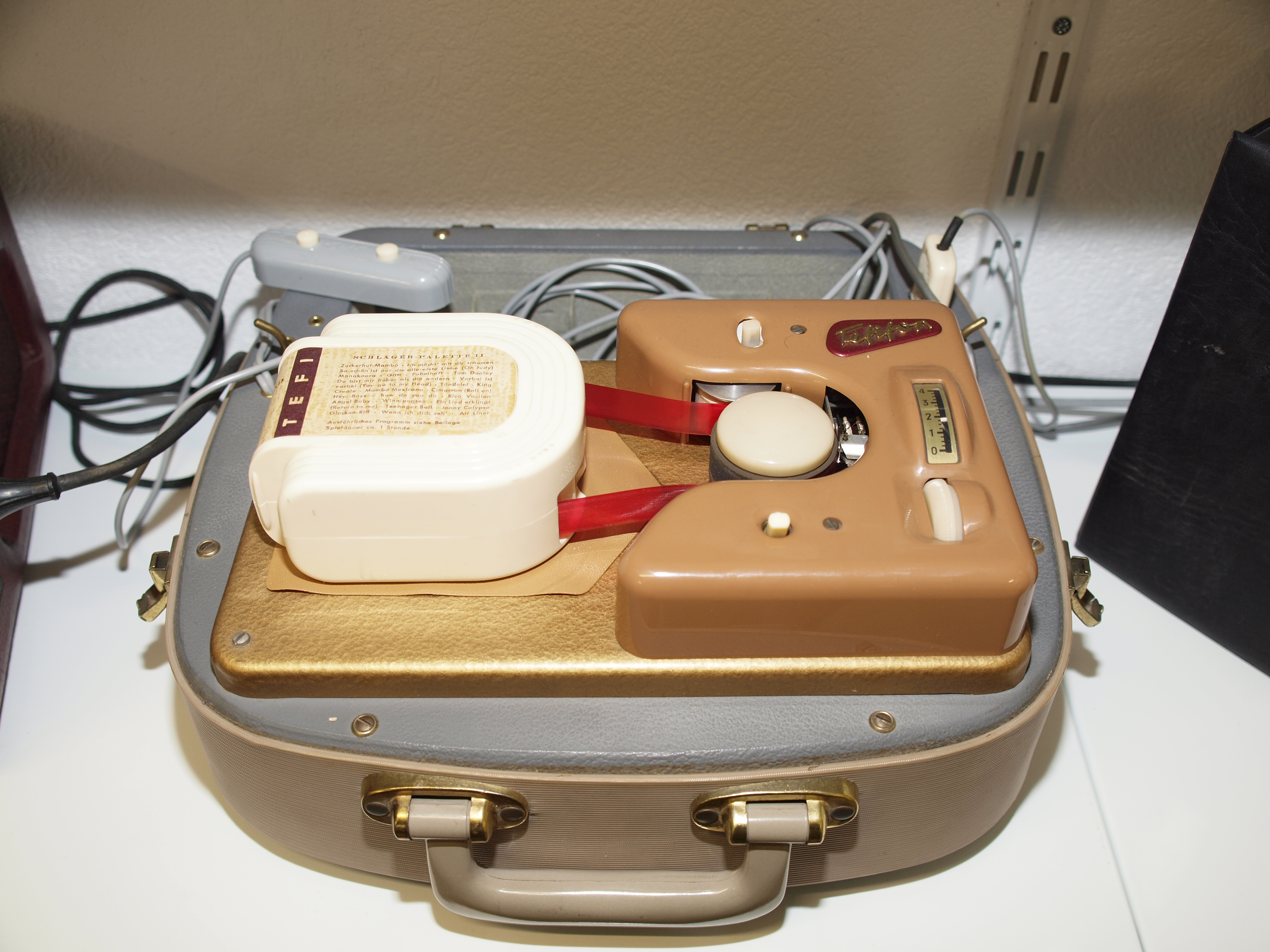
Проигрыватель с установленной кассетой

Тефифон — аналоговый формат данных и носитель, используемый для воспроизведения звука. Аппарат воспроизводит звук от движения иглы вдоль канавок, выгравированных в непрерывной пластиковой ленте, по принципу воспроизведения звука с граммофонной пластинки. Вышел из употребления в 1960-х годах.
Лента с записью звука помещается в кассету, схожую с кассетой формата Stereo 8. Звуковая дорожка должна была наноситься механическим способом на непрерывную поливинилхлоридовую ленту и воспроизводиться иглой звукоснимателя, аналогичного звукоснимателю электрофона. Закольцованная лента может быть длиной до 30 метров, двигается со скоростью 19 см/с, запись звука считывается сапфировой иглой. На ленте было можно записать до четырёх часов музыки (лента содержит несколько звуковых дорожек, расположенных рядом друг с другом).

## История
Принцип работы и прототип был разработан в 1930-х годах веке немецким инженером Карлом Даниэлом. Первые прототипы использовались для военных целей в 1930-х годах. 
Первые проигрыватели Tefifon и кассеты с звуковыми лентами для домашнего использования были представлены на радиовыставке в Дюссельдорфе в августе 1950 года. Для массового покупателя устройство стало доступно в 1950-х годах. В 1954 году каталог имеющихся записей насчитывал 264 позиции, в основном популярную музыку. 

Большое время воспроизведения аудио (до четырёх часов) делало тефифон, казалось бы, конкурентоспособным по отношению к тогдашним грампластинкам, но из-за низкого качества звука (кассета тефифона позволяет воспроизводить звук с лучшим качеством, чем шеллачные пластинки на 78 оборотов в минуту, но не так хорошо, как виниловые), а также относительно небольшого каталога записей (издателям аудиозаписей не удалось подписать контракты с хорошо известными и популярными музыкантами) спрос на такой носитель записей сократился в начале 1960-х годов. 
 
В 1961 году была представлена стереоверсия тефифона. 

Линию по изготовлению проигрывателей закрыли в 1965 году.